# Ţāleb Chaman
Ţāleb Chaman (persiska: طالب چمن) är en ort i Iran.   Den ligger i provinsen Östazarbaijan, i den nordvästra delen av landet, 400 km väster om huvudstaden Teheran. Ţāleb Chaman ligger 2 073 meter över havet och antalet invånare är 218.
Terrängen runt Ţāleb Chaman är platt åt sydväst, men åt nordost är den kuperad.Runt Ţāleb Chaman är det ganska glesbefolkat, med 22 invånare per kvadratkilometer. Närmaste större samhälle är Cherteqlū, 19,7 km norr om Ţāleb Chaman. Trakten runt Ţāleb Chaman består i huvudsak av gräsmarker.